# Грмич, Векослав
Векослав Грмич (словен. Vekoslav Grmič; 4 июня 1923, Dragotinci, Святи-Юрий-об-Шчавници — 21 марта 2005, Марибор) — словенский священник римско-католической церкви, епископ и теолог, известный своими социалистическими убеждениями.

## Биография
Уроженец Нижней Штирии, Грмич закончил католическую семинарию в Мариборе. Уже в юности заинтересовался трудами таких социальных мыслителей, как немецкий теолог-антифашист Романо Гвардини и деятель словенского национально-освободительного движения Янез Евангелист Крек. Наряду с поэтами Борисом Пахором и Эдвардом Коцбеком (родившимся в той же деревне, что и Грмич, 19 годами ранее) был представителем словенского христианского социализма, активно включившегося в борьбу коммунистического Фронта освобождения словенского народа (вошедшего в Антифашистское вече народного освобождения Югославии) после оккупации Словении нацистами в апреле 1941 года.
В 1950 году Грмич был посвящён в священники и с 1952 по 1958 год был приходским священником во Вранско. В 1961 году окончил богословский факультет в Любляне, защитив диссертацию по «теологическим мотивам экзистенциалистской концепции отчаяния». В 1962—1991 годах преподавал на том же факультете.
В 1968 году папа римский Павел VI назначил Грмича в епископы Лаванта, резиденция которых с 1859 года находилась в словенском Мариборе. Как активный сторонник теологии освобождения и религиозно-политического учения реформистского теолога Ханса Кюнга, Векослав Грмич, наряду с другим словенским теологом Янезом Янжековичем, активно участвовал в диалоге верующих с марксистами и сотрудничестве с Социалистической федеративной республикой Югославия. Прозванный «красным епископом» за сильные социалистические симпатии, Грмич был в 1980 году снят с епископства папой Иоанном Павлом II, хотя за ним и остался титул епископа и право продолжать преподавательскую деятельность.
После распада Югославии Грмич продолжал выступать с публичными заявлениями, критикуя многие стороны новой общественно-политической и экономической жизни, при этом часто высказывая мнения, резко отличающиеся от господствующих в католической церковной иерархии.
За свою жизнь Грмич написал более 40 книг и переводов с немецкого.

## Основные труды
- O Bogu / О Боге. — Ljubljana, 1966.
- Vprašanja našega časa v luči teologije: sodobna evangelizacija / Вопросы нашего времени в свете теологии: современная евангелизация. — Tinje/Tainach, 1978.
- Med vero in nevero / Между верой и неверием. — Celje, 1969.
- Resnica iz ljubezni / Правда о любви. — Ljubljana, 1979.
- Teologija v službi človeka / Теология на службе человека. — Tinje/Tainach, 1975.
- Življenje iz upanja / Жизнь с надеждой. — Ljubljana, 1981.
- Humanizem problem našega časa / Гуманизм и проблемы нашего времени. — Trieste, 1983.
- V duhu dialoga: za človeka gre / В духе диалога: речь о человеке. — Ljubljana, 1986.
- Kocbekova odločitev za OF in (njegov) krščanski etos / Вступление Коцбека в Освободительный фронт и (его) христианский этос. — Ljubljana, 1994.
- Ušeničnikovo razumevanje umetnosti in literature / Понимание искусства и литературы Ушеничником. — Ljubljana, 1994.
- Izzivi in odgovori / Вызовы и ответы. — Ljubljana, 2000.
- Poslednji spisi: misli o sodobnosti / Последние труды: мысли о современности. — Ljubljana, 2005.